# Anzygina melanogaster
Anzygina melanogaster är en insektsart som först beskrevs av George Willis Kirkaldy 1906.  Anzygina melanogaster ingår i släktet Anzygina och familjen dvärgstritar. Inga underarter finns listade i Catalogue of Life.